# 金滿里
金 滿里（きむ まんり、1953年11月2日 - ）は、劇団態変主宰・芸術監督・作・演出家。舞踊家。

## 経歴
1953年11月2日、金紅珠（キム・ホンジュ）の非嫡出子として大阪府池田市で生まれる。
母・金紅珠は韓国（朝鮮）の舞踊・伽耶琴・唄の古典芸術家。金紅珠の姉であり、金滿里の叔母にあたる金緑珠（キム・ノクチュ）は韓国全土で名を馳せたパンソリの名唱。
金紅珠は、日本の太平洋戦争で植民地支配の最中日本へ渡ることをよぎなくされ日本に居を置き、自身の看板芸能を強みの韓国古典芸能だけの興行を行う一座を率いて座長を務める。当時の日帝支配で行われた朝鮮半島への創氏改名同化政策、といった朝鮮民族文化を剥奪する侵略の時代にあって、日本全土に興行を展開していたという、その活動の軌跡は気骨で稀有な芸術家であった。
滿里は、金紅珠が先夫を亡くすことで一座も解散した後、紅珠42歳にして産んだ10人の子の末娘。他9人の子どもたちとは父親を違える。滿里は幼くして各種類の踊りを見様見真似で上手に踊って家に訪問する大人たちを驚かせ、紅珠も滿里にある芸への才能を認め、ゆくゆくは自身の韓国古典芸術の後継者にすると公言していた。
3歳のときのポリオに罹患、それから後遺症による全身性小児麻痺がある。1970年代に全国青い芝の会の活動に参加したほか、前衛芸術の団体を立ち上げた。1983年に劇団態変を結成した。1994年に総合プロデュース組織「イマージュ」を設立した。1998年以降、ソロ活動も行っており、『ウリ・オモニ』をイギリスで初演した。

## 著書
- 『生きることのはじまり』筑摩書房、1996年